# Aruba nos Jogos Olímpicos de Verão de 1996
Aruba participou dos Jogos Olímpicos de Verão de 1996 em Atlanta, Estados Unidos. A delegação foi composta por três desportistas.

## Desempenho

### Atletismo
Masculino
| Atleta         | Evento | Eliminatórias | Eliminatórias | Quartas-de-final | Quartas-de-final | Semifinais  | Semifinais  | Final       | Final       |
| Atleta         | Evento | Res.          | Pos.          | Res.             | Pos.             | Res.        | Pos.        | Res.        | Pos.        |
| -------------- | ------ | ------------- | ------------- | ---------------- | ---------------- | ----------- | ----------- | ----------- | ----------- |
| Miguel Janssen | 200 m  | 21.72         | 7º/bat. 10    | Não avançou      | Não avançou      | Não avançou | Não avançou | Não avançou | Não avançou |

### Ciclismo de estrada
Masculino
| Atleta        | Evento             | Final | Final |
| Atleta        | Evento             | Tempo | Pos.  |
| ------------- | ------------------ | ----- | ----- |
| Lucien Dirksz | Corrida em estrada | DNF   | DNF   |

### Halterofilismo
Masculino
| Atleta      | Categoria | Arranque | Arranque | Arremesso | Arremesso | Total | Total |
| Atleta      | Categoria | Kg       | Pos.     | Kg        | Pos.      | Kg    | Pos.  |
| ----------- | --------- | -------- | -------- | --------- | --------- | ----- | ----- |
| Junior Faro | Até 76 kg | 112,5    | 21º      | 137,5     | 21º       | 250,0 | 21º   |

Legenda
| Recorde mundial      | Recorde mundial (World record)               |                       | Recorde africano                      | Recorde africano (African) |                                           | Q | Classificado por posição (Qualified) |
| Recorde olímpico     | Recorde olímpico (Olympic record)            | Recorde da América    | Recorde da América (Americas)         | q                          | Classificado por melhor tempo (Qualified) |   |                                      |
| Melhor marca do ano  | Melhor marca do ano (World leading)          | Recorde asiático      | Recorde asiático (Asian)              | DNS                        | Não largou (Did not start)                |   |                                      |
| Recorde nacional     | Recorde nacional (National record)           | Recorde europeu       | Recorde europeu (European)            | DNF                        | Não terminou (Did not finish)             |   |                                      |
| Recorde pessoal      | Recorde pessoal do atleta (Personal best)    | Recorde da Oceania    | Recorde da Oceania (Oceania)          | DSQ / DQ                   | Desclassificado (Disqualified)            |   |                                      |
| Recorde da temporada | Recorde da temporada do atleta (Season best) | Recorde sul-americano | Recorde sul-americano (South America) | NM                         | Sem marca (No mark)                       |   |                                      |